# Capitalismo clientelare
In economia, il capitalismo clientelare (o crony capitalism) è un sistema economico fondamentalmente capitalista in cui però il successo negli affari dipende da strette relazioni tra uomini d'affari e funzionari pubblici, a discapito della libertà di impresa e della concorrenza. Può essere caratterizzato da favoritismi nella distribuzione di licenze, sovvenzioni governative, sgravi fiscali speciali ecc.
Si pensa che il capitalismo clientelare nasca quando il clientelismo politico trabocca nel mondo dell'impresa; amicizie autointeressate e legami familiari tra uomini d'affari e governo influenzano l'economia e la società al punto da corrompere gli ideali altruistici del mondo politico ed economico.

## Il capitalismo clientelare in pratica

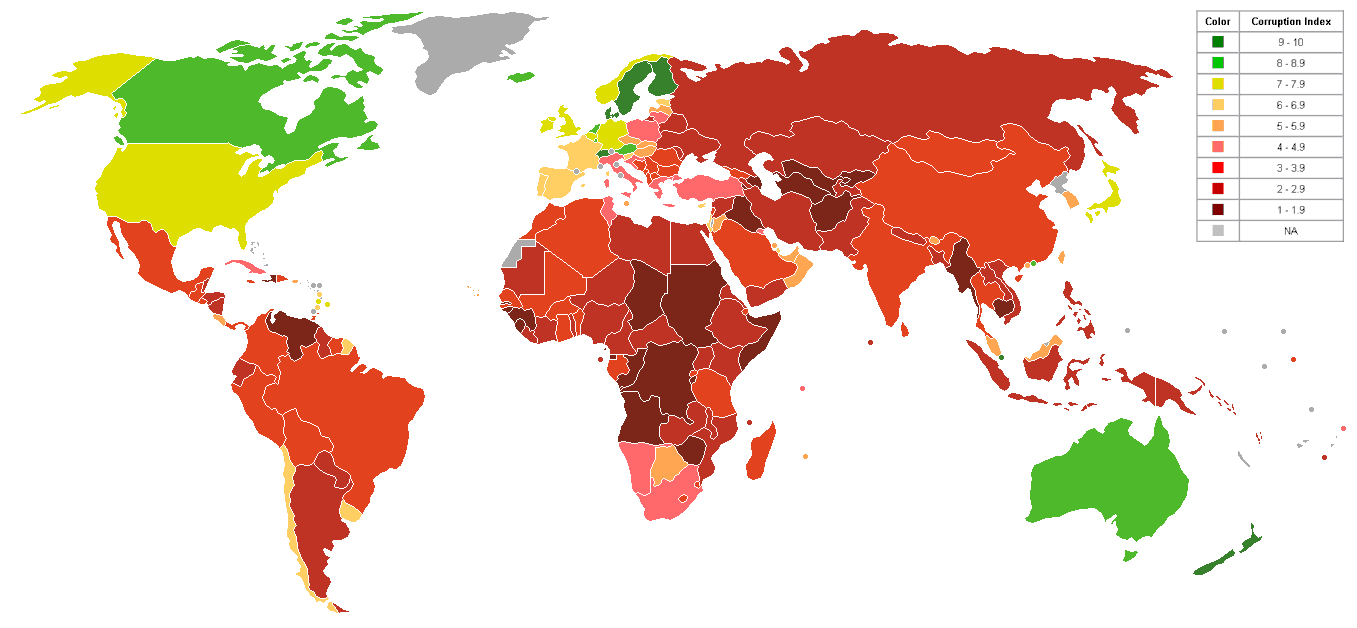
Indice della corruzione percepita (Transparency International, 2007)

Nella sua forma più lieve, il capitalismo clientelare si caratterizza per la collusione tra i partecipanti al mercato. Anche se forse competono alquanto fra di loro, essi presenteranno un fronte unico al governo nelle richieste di sussidi o aiuti (un'associazione di categoria o gruppo d'interesse). I nuovi arrivati sul campo potrebbero trovare difficoltà a ricevere prestiti o spazi per la vendita al dettaglio; nei campi tecnologici, potrebbero essere accusati di violare brevetti che i concorrenti già stabiliti non farebbero mai valere l'uno contro l'altro. Le reti di distribuzione potrebbero rifiutarsi di aiutare il nuovo arrivato. Ciò detto, alcuni partecipanti potranno nondimeno "irrompere" nel sistema quando le barriere sono lievi, soprattutto perché la 'vecchia guardia' tende a diventare inefficiente e a non soddisfare alle necessità del mercato. Naturalmente, è interesse dei nuovi arrivati unirsi alle reti esistenti per dissuadere qualsiasi nuovo concorrente. Esempi di questo sistema sarebbero, secondo alcuni, i keiretsu del Giappone post-guerra, la stampa in India, i chaebol della Corea del Sud e le potenti famiglie che controllano gran parte dell'investimento in America Latina.
Tuttavia, il capitalismo clientelare può essere associato a forme di intervento governativo ben più deleterie. In tali sistemi le leggi e regolamentazioni emanate dal governo sono spesso volutamente ambigue. Prese alla lettera, tali leggi ostacolerebbero notevolmente qualsiasi attività economica; in pratica, vengono fatte rispettare in modo irregolare. La possibilità di subire all'improvviso l'impatto di tali leggi incentiva le imprese a mantenere 'buoni rapporti' con i funzionari politici. I rivali più scomodi che si sono spinti oltre i propri limiti possono subire multe o addirittura il carcere, quando le leggi vengono improvvisamente fatte valere contro di essi.
Tra gli stati accusati di capitalismo clientelare si possono citare la Repubblica Popolare Cinese; l'India soprattutto fino ai primi anni 1990, in quanto le manifatture erano strettamente controllate dal governo; l'Indonesia; l'Argentina; il Brasile; la Malaysia; la Russia; e la maggior parte degli Stati dell'ex blocco sovietico. Secondo i critici, in questi stati i rapporti con il governo sono quasi indispensabili per il successo di impresa. Secondo Wu Jinglian, fra i maggiori economisti della Cina e da lungo tempo fautore della sua transizione al libero mercato, essa si trova di fronte due destini in netto contrasto; un'economia di mercato caratterizzata dal principio di legalità, o un sistema di capitalismo clientelare.

## Clientelismo in settori limitati dell'economia
L'intervento diretto del governo nell'economia può portare a sacche di capitalismo clientelare nei settori interessati, anche se l'economia nel suo complesso resta in buona salute. Spesso in buona fede, i governi stabiliscono agenzie governative per la regolamentazione di un'industria. Tuttavia, i partecipanti all'industria sono direttamente interessati dalle azioni di un ente di regolamentazione, mentre il resto della cittadinanza è coinvolto solo in minima parte. Ne risulta che, in non pochi casi, l'ente "supervisore" è di fatto controllato dai partecipanti all'industria, e spesso usato per ostacolare la concorrenza. Questo fenomeno è detto regulatory capture.
Un esempio famoso si ebbe negli Stati Uniti: la Interstate Commerce Commission, stabilita per regolamentare i magnati del settore ferroviario; al contrario, fu rapidamente soggetta alle ferrovie, che istituirono un sistema di permessi usato per impedire l'accesso ai nuovi arrivati e legalizzare di fatto il controllo corporativo dei prezzi.
Un esempio del 2004 è il caso Creekstone Farms Premium Beef. Dopo la psicosi della mucca pazza, Creekstone decise di far esaminare tutte le proprie mucche contro la malattia. Ciò avrebbe consentito di riprendere le esportazioni verso il Giappone, che aveva bloccato l'importazione di tutta la carne bovina non completamente esaminata proveniente dagli Stati Uniti. Dopo aver costruito gli impianti e assunto il personale, la Creekstone ricevette una diffida dal Ministero dell'Agricoltura degli Stati Uniti, che si rifiutava di permettere l'acquisto dei kit necessari per i test. Ciò consentì ai produttori di carne bovina più grandi di risparmiare sui costi ed evitare la concorrenza di un rivale più piccolo. La Creekstone citò in giudizio il ministero, per l'intralcio alla libera concorrenza. L'economista Paul Krugman commentò che il caso faceva rilevare come "gli imperativi del capitalismo clientelare ebbero la meglio sulla presunta fede nel libero mercato," almeno per il ministero dell'agricoltura di quel periodo.
Un altro esempio  è il caso di Mondadori, la quale nel 1935 si assicurò, con la convivenza del regime fascista, il monopolio nazionale sulla produzione di testi obbligatori per la scuola elementare, tagliando fuori la concorrenza nel settore.
Il complesso militare-industriale negli Stati Uniti è spesso citato come esempio di capitalismo clientelare in un'industria. I legami con il Pentagono (ministero della Difesa) e con i lobbisti di Washington sarebbero, secondo i critici, più importanti della effettiva concorrenza, a causa della natura riservata e politicizzata degli appalti per la difesa. Nella disputa Airbus-Boeing alla WTO, Airbus, sovvenzionata apertamente dai governi europei, ha sostenuto che Boeing ricevesse sussidi analoghi, nascosti nelle inefficienze degli appalti per la difesa. In un altro esempio, la Bechtel, rivendicando l'esclusione dalle gare di alcuni appalti, sostenne che la Halliburton aveva ricevuto appalti senza gara grazie a rapporti clientelari con l'amministrazione Bush.
Gerald P. O'Driscoll, ex vice presidente della Banca di Dallas del gruppo Federal Reserve, dichiarò che Fannie Mae e Freddie Mac erano divenuti esempi di capitalismo clientelare. La copertura del governo permise a Fannie e Freddie di dominare l'attività di assuntore per i mutui. "I politici crearono i giganti dei mutui, che poi restituirono parte dei profitti ai politici - talvolta direttamente, come fondi per le campagne elettorali; talvolta come "contributi" agli elettori favoriti."

## Capitalismo clientelare nelle economie in via di sviluppo
Nella sua forma peggiore, il capitalismo clientelare può scadere nella pura e semplice corruzione politica, rinunciando a ogni finzione di libero mercato.  Le bustarelle per i funzionari governativi sono considerate d'obbligo, e l'evasione fiscale è comune; è il caso ad esempio di molti stati africani.  Questo sistema è detto cleptocrazia.
I governi corrotti possono favorire imprenditori che hanno stretti legami con il governo, rispetto ad altri.  Ciò può anche verificarsi per effetto di favoritismi razziali, religiosi o etnici; ad esempio, gli alawiti in Siria hanno un potere sproporzionato nel governo e negli affari. (Il presidente Assad è un alawita.)
Ciò si può spiegare considerando la rete sociale dei rapporti personali.  I leader nel governo e negli affari, nel corso della propria attività, si rivolgono, come è naturale, ad altre persone potenti per trovare sostegno.  Questi individui diventano i punti focali nella rete.  In un paese in via di sviluppo questi punti centrali possono essere pochissimi, e il potere economico e politico si concentra in una piccola cricca.  Di norma, questo sistema non reggerebbe alle nuove imprese che entrano nel mercato.  Tuttavia, se imprese e governo sono strettamente legati, il governo può mantenere in essere questa struttura.

## Prospettive politiche
I critici del capitalismo, compresi socialisti ed altri anticapitalisti, considerano spesso il capitalismo clientelare un risultato inevitabile di qualsiasi sistema capitalista.  Jane Jacobs lo descrisse come conseguenza naturale della collusione fra la gestione del potere e quella del commercio, mentre Noam Chomsky dichiara che quando si parla di capitalismo l'aggettivo "clientelare" è superfluo. Poiché le imprese fanno soldi e i soldi fanno il potere politico, l'impresa userà inevitabilmente il suo potere per influenzare i governi. Gran parte dell'impeto verso il finanziamento pubblico delle campagne elettorali, negli Stati Uniti e in altri paesi, è un tentativo di evitare che il potere economico si traduca in potere politico.
Anche i filocapitalisti sono contrari al capitalismo clientelare, ma lo considerano un'aberrazione causata da favoritismi governativi, incompatibile con un libero mercato vero e proprio. Talvolta è identificato con il capitalismo di Stato o corporatismo. Il capitalismo clientelare sarà quindi il risultato di un eccesso di interferenza pseudo-socialista nel mercato, che richiede l'intervento attivo delle imprese per ridurre gli intralci burocratici. In effetti, alcuni filocapitalisti hanno preferito l'uso del termine "socialismo clientelare", per mettere l'accento sul fatto che in questi sistemi, l'unico modo per mandare avanti un'impresa che faccia profitti è farsi aiutare dai funzionari di governo corrotti. A sostegno, essi indicano gli elevati livelli di potere governativo, regolamentazione dell'economia ed interazione tra imprese e governo nei paesi considerati più socialisti, fino ad arrivare alla nazionalizzazione di alcune industrie. Anche laddove la regolamentazione iniziale è fatta in buona fede (per limitare abusi effettivamente esistenti) e anche laddove il lobbismo iniziale delle imprese è fatto in buona fede (per limitare regolamentazioni assurde), la commistione fra imprese e governo si rivela tossica. Nel suo libro Il mito dei "Robber Barons", Burton W. Folsom, Jr. distingue coloro che fanno capitalismo clientelare—considerati "imprenditori politici"—da coloro che concorrono nel mercato senza aiuti speciali del governo, denominati "imprenditori di mercato."
Gli stessi socialisti hanno criticato il termine come un tentativo ideologizzato di presentare quelli che considerano i problemi fondamentali del capitalismo come irregolarità pienamente evitabili. Il termine "capitalismo clientelare" entrò nel lessico comune come spiegazione della crisi finanziaria dell'Asia negli anni 1990. Tale spiegazione viene di frequente bollata come un'apologia dei fallimenti delle politiche neoliberali e delle debolezze più basilari del mercato. Secondo l'economista socialista Robin Hahnel,
I funzionari del FMI Michel Camdessus e Stanley Fischer spiegarono prontamente che le economie colpite dovevano dare la colpa solo a sé stesse.  Secondo i funzionari del FMI e del Ministero del Tesoro USA, i problemi veri erano il capitalismo clientelare, la mancanza di trasparenza, le procedure contabili inadeguate agli standard internazionali e i politici smidollati troppo pronti a spendere e lenti a tassare.  Il fatto che appena un anno prima le economie colpite erano state additate come esempi di virtù e casi di successo per FMI e Banca Mondiale, il fatto che l'unico successo del neoliberalismo fossero i paesi neoindustrializzati che ora erano in crisi, e il fatto che la versione del FMI e del Tesoro non corrispondesse alla realtà, in quanto le economie colpite non abbondavano di capitalismo clientelare, mancata trasparenza e politici velleitari più di decine di altri paesi non toccati dalla crisi asiatica, questi fatti erano semplicemente irrilevanti.
Nella sua Indagine sulla natura e le cause della ricchezza delle nazioni, Adam Smith fece notare come i rapporti stretti fra economia e Stato, ereditati dal sistema feudale, fossero stati mantenuti con l'ascesa della classe capitalista, attraverso il mercantilismo. In Inghilterra, "sono stati i mercanti e i manifatturieri ad escogitare questo sistema mercantile; non i consumatori, possiamo affermare, il cui interesse è stato interamente trascurato ..."
Infine, alcuni critici mettono in dubbio la stessa utilità del concetto, sostenendo che in tutti i sistemi economici i fattori personali influenzano le decisioni di impresa: l'esistenza di questi fattori non spiegherebbe perché alcuni sistemi economici sono migliori di altri.